# دیوکلا الیمون
دیوکلا الیمون، روستایی است از توابع بخش مرکزی شهرستان جویبار در استان مازندران ایران.
در سال ۱۳۹۲ طرح هادی این روستا اجرا شده و خیابان ها و معابر تماما شکل مدرن و زیبایی به خود گرفته است.

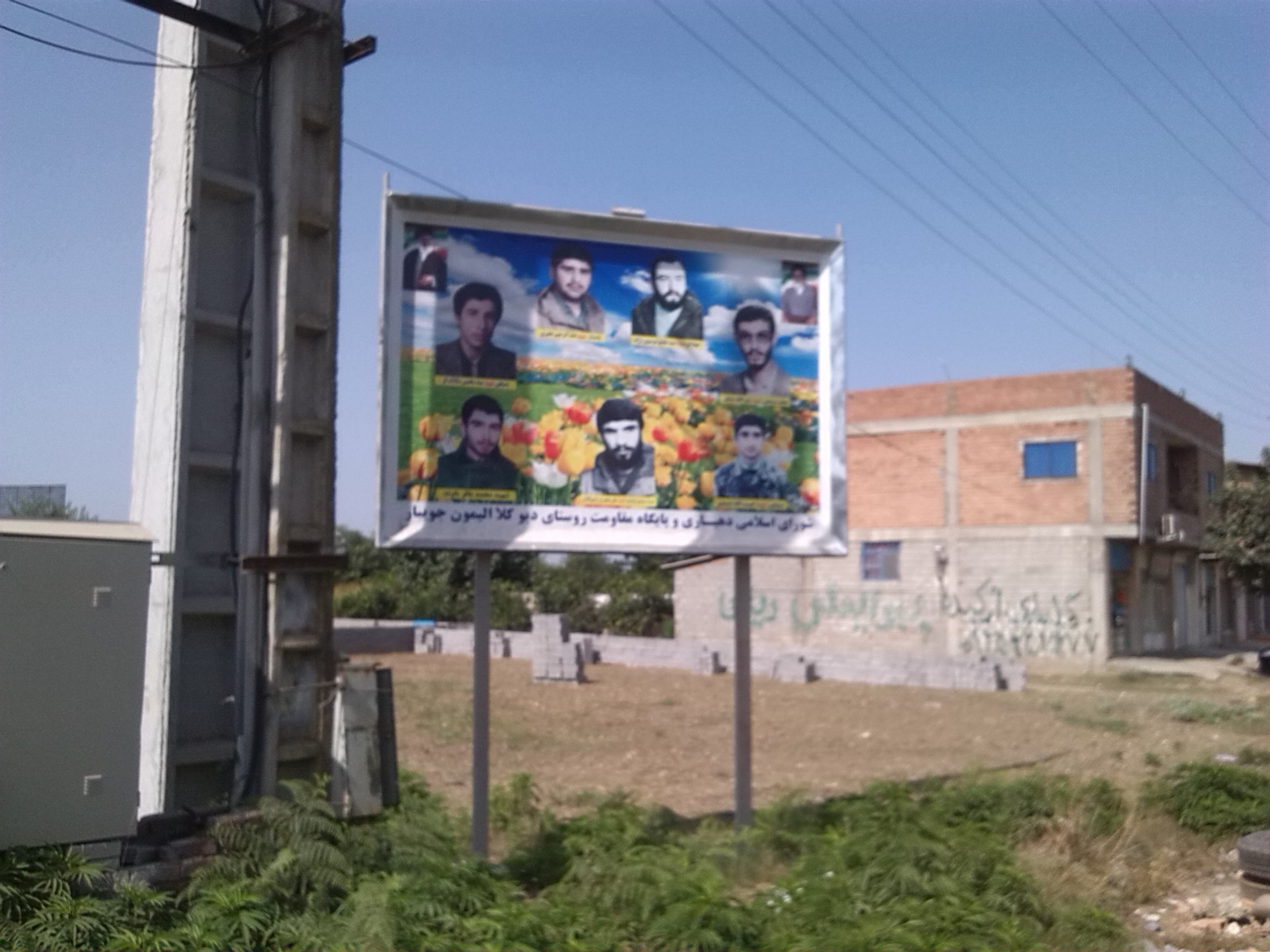
ورودی روستای دیوکلا

به عنوان اولین روستای کشور، تمامی ورودی و خروجی های این روستا مجهز به دوربین مداربسته شده که امنیتی بالا را برای ساکنین به ارمغان آورده است.
در سالهای اخیر این روستا محل اقامت بسیاری از تهرانی ها واقع شده است و به همین دلیل به محیطی ویلایی با ارزش بالا تبدیل شده است که این روستا را از سایر روستاهای اطراف متمایز میکند و شغل اصلی مردم روستا کشاورزی و دامپروری می باشد و درصد بسیاری از مردم، با سواد و دارای مدارک عالیه دانشگاهی و حوزوی می باشند و در انتهای روستا، امامزاده قاسم علیه السلام که از نوادگان امام کاظم علیه السلام می باشد مدفون هستند و سالانه میزبان زائرین زیادی می باشد.

## جمعیت
این روستا در دهستان حسن‌رضا قرار داشته و براساس آخرین سرشماری مرکز آمار ایران که در سال ۱۳۸۵ صورت گرفته، جمعیت آن ۸۷۷نفر (۲۴۶خانوار) بوده‌است.